# آفریقای جنوبی در المپیک تابستانی ۲۰۲۴
کاروان المپیکی آفریقای جنوبی، یکی از کاروان‌های شرکت‌کننده در بازی‌های المپیک تابستانی ۲۰۲۴ بود. این دور از بازی‌ها از ۲۶ ژوئیه تا ۱۱ اوت (۵ تا ۲۱ مرداد ۱۴۰۳ خورشیدی) به میزبانی پاریس برگزار شد. این حضور، نهمین حضور پسا آپارتاید در دوران معاصر و بیست و یکمین حضور کلی این کشور در ادوار المپیک تابستانی بود. کاروان آفریقای جنوبی در این دوره با کسب شش مدال (یک طلا، سه نقره و دو برنز) به همراه تایلند و جامائیکا در جایگاه چهل و چهارم رده‌بندی نهایی این دوره از بازی‌ها قرار گرفت.

## مدال‌آوران
| مدال | ورزشکار | ورزش         | رویداد                      | تاریخ    |
| ---- | --- | ------------ | --------------------------- | -------- |
| طلا  | تاتیانا شونماکر | شنا          | ۱۰۰ متر کرال‌پشت بانوان      | ۲۹ ژوئیه |
| نقره | تاتیانا شونماکر | شنا          | ۲۰۰ متر کرال‌پشت بانوان      | ۱ اوت    |
| نقره | بایاندا والازا شان ماسوانگانیی برادلی انکوانا آکانی سیمبین | دو و میدانی  | ۱۰۰ متر امدادی ۴ نفره مردان | ۹ اوت    |
| نقره | یو-آن فن دایک | دو و میدانی  | پرتاب نیزه زنان             | ۱۰ اوت   |
| برنز | تیم ملی راگبی ۷ نفره آفریقای جنوبی - کریستی گروبلار - رایان اوستویزن - ایمپی ویزر - زین داویدز - کووین نورتیژه - تیان پرتوریوس - تریستان لیدز - سلوین داویدز - شاون ویلیامز - روزکو اسپکمن - سیویوه سوییزواپی - شیلتون ون ویک - رونالد براون | راگبی ۷ نفره | مسابقات مردان               | ۲۷ ژوئیه |
| برنز | الن هاترلی | دوچرخه‌سواری  | کراس کانتری مردان           | ۲۹ ژوئیه |

## شرکت‌کنندگان
لئون فلیسر در این دوره، رئیس هیات (chef de mission) آفریقای جنوبی بود.
در جدول زیر، به ورزش‌های شرکت شده توسط ورزشکاران این کاروان اشاره شده و آمار ورزشکاران به تفکیک جنسیت ذکر شده است.
| ورزش              | مردان | زنان | کل  |
| ----------------- | ----- | ---- | --- |
| تیراندازی با کمان | ۱     | ۰    | ۱   |
| دو و میدانی       | ۲۷    | ۱۱   | ۳۸  |
| بدمینتون          | ۰     | ۱    | ۱   |
| قایقرانی          | ۲     | ۳    | ۵   |
| دوچرخه‌سواری       | ۴     | ۴    | ۸   |
| شیرجه             | ۰     | ۱    | ۱   |
| سوارکاری          | ۱     | ۰    | ۱   |
| شمشیربازی         | ۱     | ۰    | ۱   |
| هاکی روی چمن      | ۱۶    | ۱۶   | ۳۲  |
| گلف               | ۲     | ۲    | ۴   |
| ژیمناستیک         | ۰     | ۱    | ۱   |
| جودو              | ۰     | ۱    | ۱   |
| روئینگ            | ۲     | ۱    | ۳   |
| راگبی ۷ نفره      | ۱۲    | ۱۲   | ۲۴  |
| اسکیت‌برد          | ۲     | ۱    | ۳   |
| سنگ‌نوردی          | ۲     | ۲    | ۴   |
| موج‌سواری          | ۲     | ۱    | ۳   |
| شنا               | ۳     | ۵    | ۸   |
| سه‌گانه            | ۲     | ۱    | ۳   |
| کشتی              | ۱     | ۰    | ۱   |
| کل                | ۸۰    | ۶۳   | ۱۴۳ |